# A Passage in Time
A Passage in Time je výběrové album skupiny Dead Can Dance, které bylo původně vydané pouze Severní Americe 21. října 1991 jako vůbec první nahrávka oficiálně vydaná v USA. Jak už napovídá název alba (česky „procházení v čase“), jedná se o výběr z předcházejících nahrávek. Paradoxně tu není ani jedna skladba z prvního alba, ačkoliv právě píseň A Passage in Time se na prvním albu nachází. Album obsahuje také dvě nové skladby Bird a Spirit, které byly později vydané na LP verzi alba Into the Labyrinth. V roce 1998 bylo album remasterováno a vydáno celosvětově.

## Skladby
1. Saltarello – 2:36
2. Song of Sophia – 1:23
3. Ulysses – 4:53
4. Cantara – 5:52
5. The Garden of Zephirus – 1:19
6. Enigma of the Absolute – 4:12
7. Wilderness – 1:23
8. The Host of Seraphim – 6:17
9. Anywhere Out of the World – 5:05
10. The Writing on My Father's Hand – 3:50
11. Severance – 3:21
12. The Song of the Sybil – 3:45
13. Fortune Presents Gifts Not According to the Book – 6:03
14. In the Kingdom of the Blind, The One-Eyed are Kings – 4:09
15. Bird – 5:00
16. Spirit – 4:59